# 图林根州议会
图林根州议会是德国图林根州的议会。目前州议会有来自六个政党的90名议员。根据州的法律，州议会的主要职能是通过法律、选举州长和监督图林根州政府。

## 选举制度

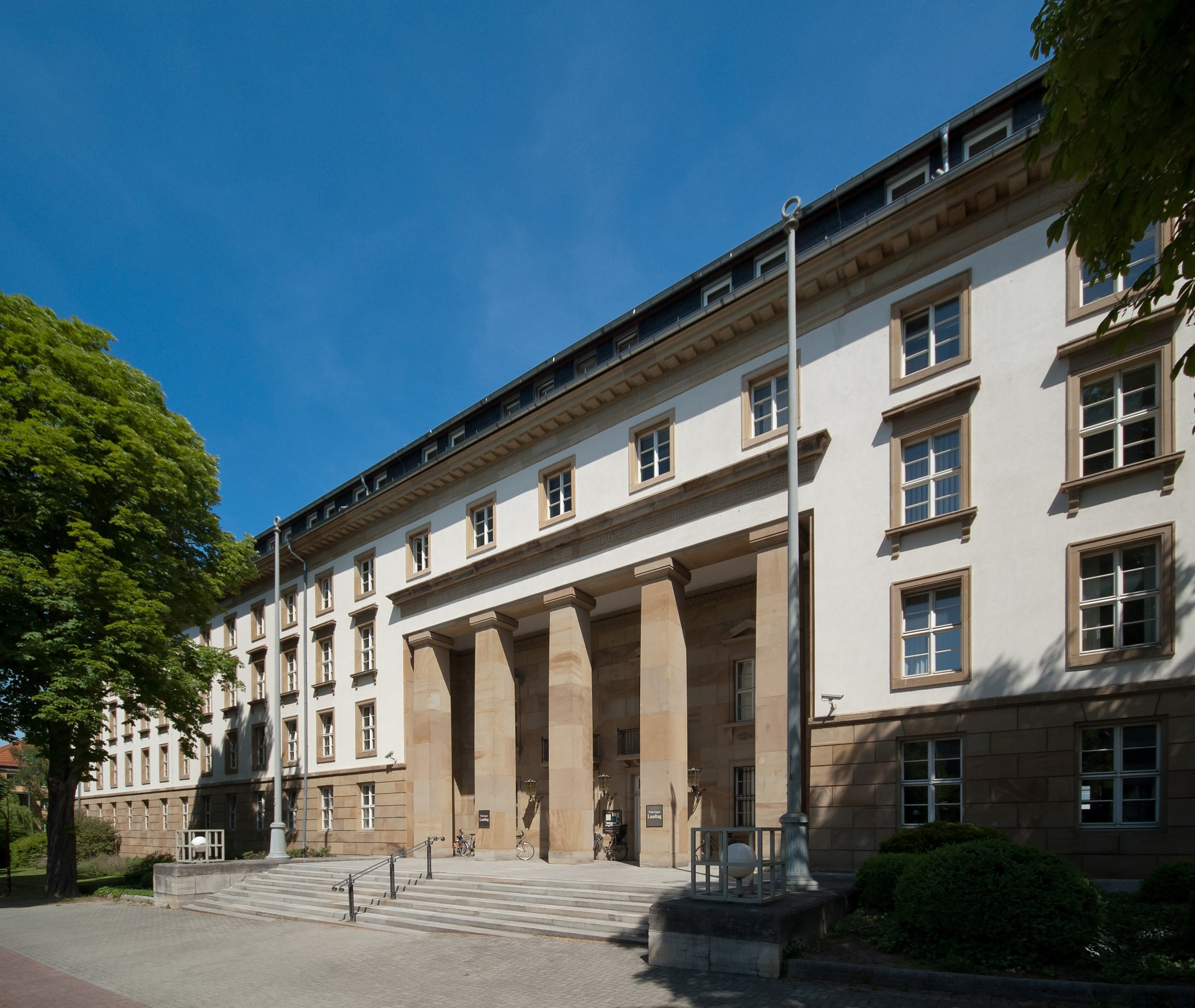
州议会大厦(前方)

州选举通常每五年举行一次并使用德国联立制选举系统，政党比例中的选举门槛为5％的才能获得席位的分配。在图林根州居住的所有18岁以上的德国公民都有投票权。正常情况下，州议会由44名单选区议员和44名政党比例制议员组成，如果一个政党赢得的选区席位超过其总体选票份额，则州议会将增加超額席次，第七届图林根州议会总席位就超过了88席，达到90席。

## 历史

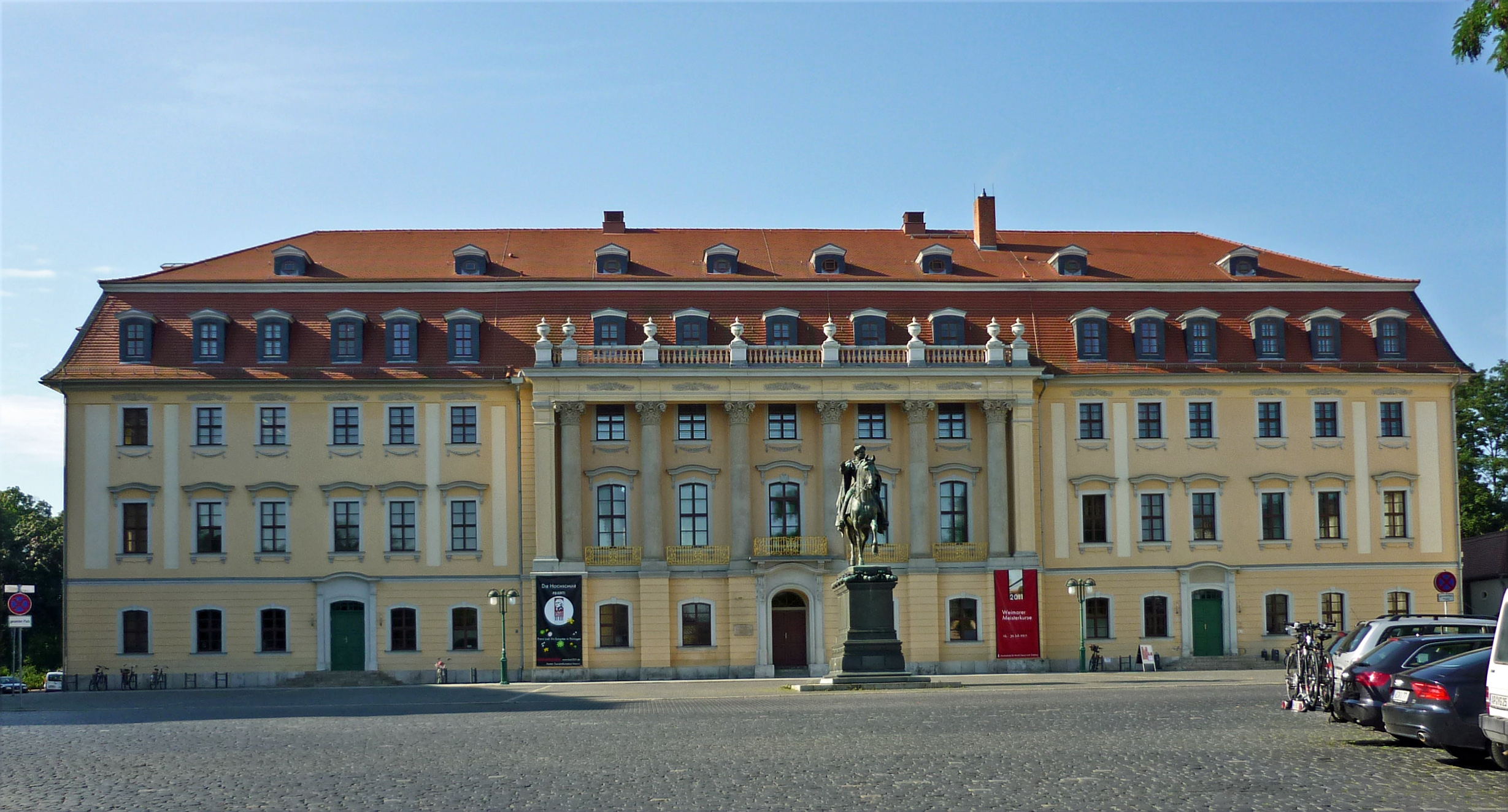
魏玛共和国时期的图林根州议会

1920年，新成立的图林根自由州议会首届第一次会议在魏玛召开。依据当时的德国选举制度，州议会每三年举行一次选举并采用比例代表制方式分配席位，最低投票年龄须超过21岁，截止到1933年，图林根共举行了六次选举。直到1929年后，纳粹党首次尝到了权力的滋味，当时纳粹党分配到6个州议会席位，威廉·弗利克被任命为州内政部长。1932年的选举中，纳粹党成为图林根州最大的政党，拥有61个席位中的26个席位，弗里茨·绍克尔被任命为州长。一年后，纳粹夺取全国政权，州议会在一体化中被解散。
二战结束后，图林根州作为苏军占领区的一部分获得重建。1946年6月13日，驻德苏军管委会召集了由里卡达·胡赫主持的州议会。1946年10月20日，举行战后第一次州选举，而德意志民主共和国的制宪会议于同年11月21日在魏玛的Elephant酒店举行。根据1949年的德意志民主共和国宪法，州议会的大部分地方权力被剥夺。1950年10月15日，举行战后第二次州选举。1952年，东德当局为了防止容克军国主义思想死灰复燃，将图林根州解体为爱尔福特区、格拉区与苏尔区，州议会同时解散。
1990年10月14日，东德加入西德后，举行合并后的首次州选举。在2014年大选之后，社民党加入了由左翼党、社民党和绿党组成的政府。2014年12月5日，拉梅洛赢得91票中的46票当选为首个左翼党籍州长。在2019年10月27日的州选举中，左翼党首次成为德国州选举中最大的政党。但在2020年2月5日的全体会议上，凯梅里奇出人意料地当选州长，在上任后不久因可能在德国重演90年前的那一幕，他辞去了州长职务，同年3月4日，拉梅洛在第三轮投票中被选为州长。

## 注记
1. ↑  在没有与政府达成正式信任和支援协议的情况下，作为建设性的反对党开展工作。基民盟在左翼党州长候选人博多·拉梅洛的投票表决中弃权。

## 链接
- 官方网站